# Edwardsiana sardoa
Edwardsiana sardoa är en insektsart som beskrevs av Arzone 1975. Edwardsiana sardoa ingår i släktet Edwardsiana och familjen dvärgstritar.
Artens utbredningsområde är Italien. Inga underarter finns listade i Catalogue of Life.